# Vinny
Vinícius Bonotto Conrado (Leme, 3 de novembro de 1966), mais conhecido pelo nome artístico de Vinny, é um cantor e compositor brasileiro.
Vinny é casado com a cantora argentina radicada no Brasil Karina Andrea Lusbin.

## Biografia
Integrou a banda Hein?, inspirada em The Who e Clube da Esquina, que lançou um compacto em 1985;
Entre 1992 e 1995 foi vocalista da banda de hard rock Hay Kay, com a qual gravou um disco em 1992, pela BMG/Ariola. Apesar da pouca vendagem do álbum, a música "Segredos" fez parte da trilha sonora da telenovela Vamp. Ainda em 1992, teve outra canção incluída na trilha sonora da novela De Corpo e Alma, "Teu Olhar".
Em 1995 assinou contrato como artista solo com o nome Vinny, pela gravadora Indie Records, que lançou seu disco de estreia Vinny. Em 1997, o segundo disco, Todomundo, o projetou nacionalmente graças à música "Heloísa, Mexe a Cadeira", um grande sucesso que trazia como novidades a voz grave e soturna de Vinny aliada a uma batida dançante.
Em seguida, o terceiro disco pela Indie, Na Gandaia, de 1998, estourou com "Shake Boom", música no mesmo estilo de "Heloísa, Mexe a Cadeira", e que confirmava a escolha do cantor e compositor pela música dançante, o que fez seu nome ser facilmente associado às pistas de dança.
No ano seguinte, depois de participar de discos de outros artistas, como Xuxa, LS Jack e Tiazinha,no single que leva o nome da personagem mascarada de lingerie preta vivida pela atriz Suzana Alves, também gravou O Bicho Vai Pegar. Deste CD, a balada "Te Encontrar de Novo" teve grande destaque, sendo bastante tocada nas rádios do país.
No dia 18 de janeiro de 2001, Vinny tocou na tenda Brasil do Rock in Rio 3. Ele dedicou este show ao amigo Carlinhos Brown, que dias antes havia sido alvo de uma chuva de garrafadas do público roqueiro.
Em 2008, Vinny lançou um álbum acústico, intitulado Vinny - Acústico Circular.
Em 2009, gravou um álbum de música eletrônica intitulado Clássicos na Pista, que traz releituras de clássicos do rock brasileiro.
Em 2012, gravou o álbum intitulado 13!, pela sua própria gravadora, a Vinny Planet, mesmo ano que concluiu a graduação em Filosofia e conseguiu uma vaga para cursar mestrado em Ciências Sociais em uma universidade argentina.
Em 2013, fez uma divertida participação no humorístico Porta dos fundos em uma esquete chamada "Espinha".
Em 2015, lançou o álbum Vinny Samba Reggae S.A..
Em 2017, tornou-se apresentador do programa Estúdio Cabeça do canal de TV por assinatura Music Box Brazil.
Em 2018, lançou o álbum Vinny Rockabilly Trio, seu último álbum antes de deixar a carreira para focar na área educacional.
Em 2019, anuncia o projeto Baile do Vinny, com sucessos dos anos 90 e 2000.
Em fevereiro de 2020, Vinny anunciou que tem um projeto com a banda LS Jack. Vinny compôs um single chamado "LS Jack", gravado no primeiro álbum da banda. Em janeiro de 2021, Vinny e a banda lança o EP LS Jack & Vinny volume 1.
Em maio de 2022, lança a música "Esperando o Sol", com Babi Xavier.
Em 2023, Vinny teve uma lesão nas cordas vocais e deixou a banda LS Jack.

## Vida pessoal
Nascido no interior do estado de São Paulo, Vinny estudou Direito, mas abandonou no último ano para se dedicar à carreira de cantor. Durante a carreira, cursou gastronomia e psicologia, mas também não completou as graduações. Em 2001, iniciou o bacharelado em Filosofia na Universidade Federal de Pelotas. Fez mestrado em Ciências Sociais, em Buenos Aires e concluiu a formação em psicanálise.
É casado há mais de 30 anos com a produtora cultural argentina Karina Lusbin, mãe do único filho dele, Luca.

## Discografia
Álbuns de estúdio
- Vinny (1995)
- Todomundo (1997)
- Na Gandaia (1998)
- O Bicho Vai Pegar (1999)
- Quando o Tempo Pára (2000)
- Até Você Chegar... (2001)
- A Mais Perfeita Forma de Amor (2004)
- A Máquina do Dia (2005)
- Clássicos na Pista (2009)
- 13! (2012)
- Samba Reggae S.A. (2015)
- Vinny Rockabilly Trio (2018)

## Prêmios e indicações
| Ano  | Prêmio                 | Canção       | Indicação                       | Resultado | Ref.   |
| ---- | ---------------------- | ------------ | ------------------------------- | --------- | ------ |
| 1999 | MTV Video Music Brasil | "Shake Boom" | Videoclipe do Ano               | Indicado  | [ 26 ] |
| 1999 | MTV Video Music Brasil | "Shake Boom" | Videoclipe de Artista Revelação | Indicado  | [ 26 ] |